# Copa J. League 1993
La Copa J. League 1993, también conocida como Copa Yamazaki Nabisco ’93 por motivos de patrocinio, fue la 19.ª edición de la Copa de la Liga de Japón y la 2.ª edición bajo el actual formato.
El campeón fue Verdy Kawasaki, tras vencer en la final a Shimizu S-Pulse. De esta manera, el conjunto de la prefectura de Kanagawa se consagró por segunda vez consecutiva en este torneo.

## Formato de competición
- Formaron parte del torneo los 10 equipos que participaron de la J. League 1993 y 3 clubes miembros asociados a la J. League. A continuación, el nombre que tomaron estos últimos y entre paréntesis la denominación que tenían hasta entonces:
  - Kashiwa Reysol (Hitachi F.C.)
  - Bellmare Hiratsuka (Fujita S.C.)
  - Júbilo Iwata (Yamaha F.C.)
- Fase de grupos: se fijó el 10 de septiembre para el inicio de la participación de los conjuntos, que fueron divididos en un grupo de siete clubes y otro de seis equipos. De esta manera, cada cuadro del Grupo A debió disputar seis juegos y quedar libre en alguna de las siete jornadas, mientras que en la Zona B cada club debió totalizar cinco partidos.
  - En caso de empate en los 90 minutos se haría una prórroga con gol de oro; si aún persistía la igualdad se ejecutaría una tanda de penales.
  - Para determinar el orden de clasificación de los equipos se utilizó el siguiente criterio:

1. Partidos ganados (ya sea en tiempo regular, en prórroga o en definición por penales).
2. Diferencia de goles.
3. Goles a favor.
Los dos mejores de grupo avanzaron a la fase final del torneo.
- Fase final: se llevó a cabo entre los cuatro clubes provenientes de la primera fase.
  - La semifinal se jugó a un solo partido. En caso de empate en los 90 minutos se haría una prórroga con gol de oro; si aún persistía la igualdad se ejecutaría una tanda de penales.
  - La final también se disputó a un solo partido. En caso de empate en los 90 minutos se haría una prórroga sin gol de oro, a diferencia de las semifinales; si aún persistía la igualdad se ejecutaría una tanda de penales.

## Calendario
| Etapa          | Ronda       | Día                           | Observaciones                                              |
| -------------- | ----------- | ----------------------------- | ---------------------------------------------------------- |
| Fase de grupos | Fecha 1     | 10 y 11 de septiembre de 1993 | Libre: Sanfrecce Hiroshima (Grupo A)                       |
| Fase de grupos | Fecha 2     | 14 y 15 de septiembre de 1993 | Sólo válido para Grupo A. Libre: Kashima Antlers (Grupo A) |
| Fase de grupos | Fecha 3     | 18 y 21 de septiembre de 1993 | Libre: Kashiwa Reysol (Grupo A)                            |
| Fase de grupos | Fecha 4     | 25 de septiembre de 1993      | Libre: JEF United Ichihara (Grupo A)                       |
| Fase de grupos | Fecha 5     | 1 y 2 de octubre de 1993      | Libre: Bellmare Hiratsuka (Grupo A)                        |
| Fase de grupos | Fecha 6     | 9 de octubre de 1993          | Sólo válido para Grupo A. Libre: Gamba Osaka (Grupo A)     |
| Fase de grupos | Fecha 7     | 16 de octubre de 1993         | Libre: Verdy Kawasaki (Grupo A)                            |
| Fase final     | Semifinales | 23 de octubre de 1993         | Sin observaciones                                          |
| Fase final     | Final       | 23 de noviembre de 1993       | Participación de los ganadores de las Semifinales          |

## Fase de grupos

### Grupo A
| Equipo              | PJ | PG | PP | GF | GC | DG |
| ------------------- | -- | -- | -- | -- | -- | -- |
| Verdy Kawasaki      | 6  | 4  | 2  | 13 | 9  | +4 |
| Gamba Osaka         | 6  | 4  | 2  | 15 | 13 | +2 |
| Kashima Antlers     | 6  | 4  | 2  | 10 | 8  | +2 |
| Kashiwa Reysol      | 6  | 4  | 2  | 9  | 9  | 0  |
| JEF United Ichihara | 6  | 2  | 4  | 10 | 8  | +2 |
| Bellmare Hiratsuka  | 6  | 2  | 4  | 10 | 13 | -3 |
| Sanfrecce Hiroshima | 6  | 1  | 5  | 6  | 13 | -7 |

| \| Fecha \| Lugar \| Local \| Resultado \| Visitante \| \| ---------------- \| --------- \| ------------------- \| ----------- \| ------------------- \| \| 11 de septiembre \| Hiratsuka \| Bellmare Hiratsuka \| 2:1 \| JEF United Ichihara \| \| 11 de septiembre \| Kashiwa \| Kashiwa Reysol \| 0:1 \| Gamba Osaka \| \| 11 de septiembre \| Kawasaki \| Verdy Kawasaki \| (2) 1:1 (4) \| Kashima Antlers \| \| 14 de septiembre \| Hiroshima \| Sanfrecce Hiroshima \| 3:4 (t.s.) \| Kashiwa Reysol \| \| 15 de septiembre \| Niigata \| JEF United Ichihara \| 5:0 \| Verdy Kawasaki \| \| 15 de septiembre \| Suita \| Gamba Osaka \| (4) 1:1 (2) \| Bellmare Hiratsuka \| \| 18 de septiembre \| Tokio \| Verdy Kawasaki \| 5:1 \| Gamba Osaka \| \| 18 de septiembre \| Kashima \| Kashima Antlers \| 1:0 \| JEF United Ichihara \| \| 21 de septiembre \| Hiratsuka \| Bellmare Hiratsuka \| 2:1 (t.s.) \| Sanfrecce Hiroshima \| \| 25 de septiembre \| Kashiwa \| Kashiwa Reysol \| 3:2 (t.s.) \| Bellmare Hiratsuka \| \| 25 de septiembre \| Hiroshima \| Sanfrecce Hiroshima \| (1) 0:0 (4) \| Verdy Kawasaki \| \| 25 de septiembre \| Kōbe \| Gamba Osaka \| 3:4 \| Kashima Antlers \| \| 1 de octubre \| Ichihara \| JEF United Ichihara \| 3:4 \| Gamba Osaka \| \| 2 de octubre \| Kawasaki \| Verdy Kawasaki \| 2:0 \| Kashiwa Reysol \| \| 2 de octubre \| Kashima \| Kashima Antlers \| 1:2 \| Sanfrecce Hiroshima \| \| 9 de octubre \| Hiroshima \| Sanfrecce Hiroshima \| 0:1 \| JEF United Ichihara \| \| 9 de octubre \| Hiratsuka \| Bellmare Hiratsuka \| 2:5 \| Verdy Kawasaki \| \| 9 de octubre \| Kashiwa \| Kashiwa Reysol \| (3) 1:1 (2) \| Kashima Antlers \| \| 16 de octubre \| Kashima \| Kashima Antlers \| 2:1 \| Bellmare Hiratsuka \| \| 16 de octubre \| Kioto \| Gamba Osaka \| 5:0 \| Sanfrecce Hiroshima \| \| 16 de octubre \| Ichihara \| JEF United Ichihara \| 0:1 \| Kashiwa Reysol \| |           |                     |             |                     |
| Fecha | Lugar     | Local               | Resultado   | Visitante           |
| 11 de septiembre | Hiratsuka | Bellmare Hiratsuka  | 2:1         | JEF United Ichihara |
| 11 de septiembre | Kashiwa   | Kashiwa Reysol      | 0:1         | Gamba Osaka         |
| 11 de septiembre | Kawasaki  | Verdy Kawasaki      | (2) 1:1 (4) | Kashima Antlers     |
| 14 de septiembre | Hiroshima | Sanfrecce Hiroshima | 3:4 (t.s.)  | Kashiwa Reysol      |
| 15 de septiembre | Niigata   | JEF United Ichihara | 5:0         | Verdy Kawasaki      |
| 15 de septiembre | Suita     | Gamba Osaka         | (4) 1:1 (2) | Bellmare Hiratsuka  |
| 18 de septiembre | Tokio     | Verdy Kawasaki      | 5:1         | Gamba Osaka         |
| 18 de septiembre | Kashima   | Kashima Antlers     | 1:0         | JEF United Ichihara |
| 21 de septiembre | Hiratsuka | Bellmare Hiratsuka  | 2:1 (t.s.)  | Sanfrecce Hiroshima |
| 25 de septiembre | Kashiwa   | Kashiwa Reysol      | 3:2 (t.s.)  | Bellmare Hiratsuka  |
| 25 de septiembre | Hiroshima | Sanfrecce Hiroshima | (1) 0:0 (4) | Verdy Kawasaki      |
| 25 de septiembre | Kōbe      | Gamba Osaka         | 3:4         | Kashima Antlers     |
| 1 de octubre | Ichihara  | JEF United Ichihara | 3:4         | Gamba Osaka         |
| 2 de octubre | Kawasaki  | Verdy Kawasaki      | 2:0         | Kashiwa Reysol      |
| 2 de octubre | Kashima   | Kashima Antlers     | 1:2         | Sanfrecce Hiroshima |
| 9 de octubre | Hiroshima | Sanfrecce Hiroshima | 0:1         | JEF United Ichihara |
| 9 de octubre | Hiratsuka | Bellmare Hiratsuka  | 2:5         | Verdy Kawasaki      |
| 9 de octubre | Kashiwa   | Kashiwa Reysol      | (3) 1:1 (2) | Kashima Antlers     |
| 16 de octubre | Kashima   | Kashima Antlers     | 2:1         | Bellmare Hiratsuka  |
| 16 de octubre | Kioto     | Gamba Osaka         | 5:0         | Sanfrecce Hiroshima |
| 16 de octubre | Ichihara  | JEF United Ichihara | 0:1         | Kashiwa Reysol      |

### Grupo B
| Equipo               | PJ | PG | PP | GF | GC | DG |
| -------------------- | -- | -- | -- | -- | -- | -- |
| Shimizu S-Pulse      | 5  | 4  | 1  | 13 | 6  | +7 |
| Yokohama Flügels     | 5  | 4  | 1  | 8  | 6  | +2 |
| Júbilo Iwata         | 5  | 2  | 3  | 9  | 7  | +2 |
| Nagoya Grampus Eight | 5  | 2  | 3  | 9  | 9  | 0  |
| Yokohama Marinos     | 5  | 2  | 3  | 7  | 13 | -6 |
| Urawa Red Diamonds   | 5  | 1  | 4  | 7  | 12 | -5 |

| \| Fecha \| Lugar \| Local \| Resultado \| Visitante \| \| ---------------- \| --------- \| -------------------- \| ----------- \| -------------------- \| \| 10 de septiembre \| Shizuoka \| Shimizu S-Pulse \| 2:1 \| Nagoya Grampus Eight \| \| 11 de septiembre \| Hamamatsu \| Júbilo Iwata \| 4:0 \| Urawa Red Diamonds \| \| 11 de septiembre \| Yokohama \| Yokohama Flügels \| 3:1 \| Yokohama Marinos \| \| 18 de septiembre \| Nagoya \| Nagoya Grampus Eight \| 1:3 \| Júbilo Iwata \| \| 18 de septiembre \| Yokohama \| Yokohama Marinos \| 1:5 \| Shimizu S-Pulse \| \| 18 de septiembre \| Saitama \| Urawa Red Diamonds \| (4) 1:1 (5) \| Yokohama Flügels \| \| 25 de septiembre \| Hamamatsu \| Júbilo Iwata \| (3) 2:2 (4) \| Yokohama Flügels \| \| 25 de septiembre \| Sapporo \| Shimizu S-Pulse \| 3:2 \| Urawa Red Diamonds \| \| 25 de septiembre \| Tokio \| Nagoya Grampus Eight \| 4:1 \| Yokohama Marinos \| \| 2 de octubre \| Saitama \| Urawa Red Diamonds \| 3:2 \| Nagoya Grampus Eight \| \| 2 de octubre \| Yokohama \| Yokohama Marinos \| 2:0 \| Júbilo Iwata \| \| 2 de octubre \| Tokio \| Yokohama Flügels \| 2:1 (t.s.) \| Shimizu S-Pulse \| \| 16 de octubre \| Shizuoka \| Shimizu S-Pulse \| 2:0 \| Júbilo Iwata \| \| 16 de octubre \| Saitama \| Urawa Red Diamonds \| 1:2 \| Yokohama Marinos \| \| 16 de octubre \| Nagoya \| Nagoya Grampus Eight \| 1:0 (t.s.) \| Yokohama Flügels \| |           |                      |             |                      |
| Fecha | Lugar     | Local                | Resultado   | Visitante            |
| 10 de septiembre | Shizuoka  | Shimizu S-Pulse      | 2:1         | Nagoya Grampus Eight |
| 11 de septiembre | Hamamatsu | Júbilo Iwata         | 4:0         | Urawa Red Diamonds   |
| 11 de septiembre | Yokohama  | Yokohama Flügels     | 3:1         | Yokohama Marinos     |
| 18 de septiembre | Nagoya    | Nagoya Grampus Eight | 1:3         | Júbilo Iwata         |
| 18 de septiembre | Yokohama  | Yokohama Marinos     | 1:5         | Shimizu S-Pulse      |
| 18 de septiembre | Saitama   | Urawa Red Diamonds   | (4) 1:1 (5) | Yokohama Flügels     |
| 25 de septiembre | Hamamatsu | Júbilo Iwata         | (3) 2:2 (4) | Yokohama Flügels     |
| 25 de septiembre | Sapporo   | Shimizu S-Pulse      | 3:2         | Urawa Red Diamonds   |
| 25 de septiembre | Tokio     | Nagoya Grampus Eight | 4:1         | Yokohama Marinos     |
| 2 de octubre | Saitama   | Urawa Red Diamonds   | 3:2         | Nagoya Grampus Eight |
| 2 de octubre | Yokohama  | Yokohama Marinos     | 2:0         | Júbilo Iwata         |
| 2 de octubre | Tokio     | Yokohama Flügels     | 2:1 (t.s.)  | Shimizu S-Pulse      |
| 16 de octubre | Shizuoka  | Shimizu S-Pulse      | 2:0         | Júbilo Iwata         |
| 16 de octubre | Saitama   | Urawa Red Diamonds   | 1:2         | Yokohama Marinos     |
| 16 de octubre | Nagoya    | Nagoya Grampus Eight | 1:0 (t.s.)  | Yokohama Flügels     |

## Fase final

### Cuadro de desarrollo
|  | Semifinales           | Semifinales   |                 |                | Final           | Final           |  |
|  | 23 de octubre         | 23 de octubre |                 |                | 23 de noviembre | 23 de noviembre |  |
|  |                       |               |                 |                |                 |                 |  |
|  |                       |               |                 |                |                 |                 |  |
|  | Verdy Kawasaki (t.s.) | 2             |                 |                |                 |                 |  |
|  | Verdy Kawasaki (t.s.) | 2             |                 |                |                 |                 |  |
|  | Yokohama Flügels      | 1             |                 |                |                 |                 |  |
|  | Yokohama Flügels      | 1             |                 | Verdy Kawasaki | 2               |                 |  |
|  |                       |               |                 | Verdy Kawasaki | 2               |                 |  |
|  |                       |               | Shimizu S-Pulse | 1              |                 |                 |  |
|  | Gamba Osaka           | 2             | Shimizu S-Pulse | 1              |                 |                 |  |
|  | Gamba Osaka           | 2             |                 |                |                 |                 |  |
|  | Shimizu S-Pulse       | 4             |                 |                |                 |                 |  |
|  | Shimizu S-Pulse       | 4             |                 |                |                 |                 |  |
|  |                       |               |                 |                |                 |                 |  |

- Los horarios de los partidos corresponden al huso horario de Japón: (UTC+9)

### Semifinales
| 23 de octubre de 1993, 19:03 | Verdy Kawasaki     | 2:1 (1:1, 1:0) (t. s.) | Yokohama Flügels | Estadio Nacional, Tokio                                        |                                                                |
|                              | Fujiyoshi 41' 106' | Reporte                | Sorimachi 59'    | Asistencia: 50.633 espectadores Árbitro(s): Juan Carlos Crespi | Asistencia: 50.633 espectadores Árbitro(s): Juan Carlos Crespi |

| 23 de octubre de 1993, 15:00 | Gamba Osaka        | 2:4 (1:2) | Shimizu S-Pulse                              | Estadio de la Expo '70 de Osaka, Suita                      |                                                             |
|                              | Nagashima 27', 86' | Reporte   | Tajima 19' · Ōenoki 35', 75' · Edú Manga 70' | Asistencia: 20.497 espectadores Árbitro(s): Masayoshi Okada | Asistencia: 20.497 espectadores Árbitro(s): Masayoshi Okada |

### Final
| 23 de noviembre de 1993, 13:03 | Verdy Kawasaki              | 2:1 (0:1) | Shimizu S-Pulse | Estadio Nacional, Tokio                                        |                                                                |
|                                | Bismarck 73' · Kitazawa 85' | Reporte   | Ōenoki 13'      | Asistencia: 53.677 espectadores Árbitro(s): Juan Carlos Crespi | Asistencia: 53.677 espectadores Árbitro(s): Juan Carlos Crespi |

#### Detalles
| 1          | Guardameta     | Shinkichi Kikuchi   |     |
| 6          | Defensa        | Tadashi Nakamura    |     |
| 2          | Defensa        | Mitsuhiro Kawamoto  | 61' |
| 4          | Defensa        | Erik van Rossum     |     |
| 3          | Defensa        | Pereira             |     |
| 7          | Centrocampista | Bismarck            |     |
| 5          | Centrocampista | Tetsuji Hashiratani |     |
| 10         | Centrocampista | Ruy Ramos           |     |
| 8          | Centrocampista | Tsuyoshi Kitazawa   |     |
| 9          | Delantero      | Nobuhiro Takeda     | 66' |
| 11         | Delantero      | Kazuyoshi Miura     |     |
| Entrenador | Entrenador     | Yasutarō Matsuki    |     |

| 1          | Guardameta     | Masanori Sanada    |     |
| 6          | Defensa        | Hiroaki Hiraoka    |     |
| 4          | Defensa        | Takumi Horiike     |     |
| 2          | Defensa        | Marco Antônio      |     |
| 3          | Defensa        | Naoki Naitō        |     |
| 8          | Centrocampista | Takamitsu Ōta      |     |
| 5          | Centrocampista | Yasutoshi Miura    |     |
| 7          | Centrocampista | Katsumi Ōenoki     |     |
| 10         | Centrocampista | Masaaki Sawanobori |     |
| 9          | Delantero      | Kenta Hasegawa     |     |
| 11         | Delantero      | Jun Iwashita       | 76' |
| Entrenador | Entrenador     | Emerson Leão       |     |

| 14 | Centrocampista | Hideki Nagai     | 61' |
| 12 | Delantero      | Shinji Fujiyoshi | 66' |

| 12 | Defensa | Hisashi Katō | 76' |

| Anotado | 73' | Bismarck          | 1-1 |
| Anotado | 85' | Tsuyoshi Kitazawa | 2-1 |

| Anotado | 13' | Katsumi Ōenoki | 0-1 |

| Árbitro             | Juan Carlos Crespi  |
| Árbitros asistentes | Fumikazu Shioyazono |
| Árbitros asistentes | Kōetsu Kikuchi      |
| Cuarto árbitro      | Keiichi Sunakawa    |

| 1          | Guardameta     | Shinkichi Kikuchi   |     |
| 6          | Defensa        | Tadashi Nakamura    |     |
| 2          | Defensa        | Mitsuhiro Kawamoto  | 61' |
| 4          | Defensa        | Erik van Rossum     |     |
| 3          | Defensa        | Pereira             |     |
| 7          | Centrocampista | Bismarck            |     |
| 5          | Centrocampista | Tetsuji Hashiratani |     |
| 10         | Centrocampista | Ruy Ramos           |     |
| 8          | Centrocampista | Tsuyoshi Kitazawa   |     |
| 9          | Delantero      | Nobuhiro Takeda     | 66' |
| 11         | Delantero      | Kazuyoshi Miura     |     |
| Entrenador | Entrenador     | Yasutarō Matsuki    |     |

| 1          | Guardameta     | Masanori Sanada    |     |
| 6          | Defensa        | Hiroaki Hiraoka    |     |
| 4          | Defensa        | Takumi Horiike     |     |
| 2          | Defensa        | Marco Antônio      |     |
| 3          | Defensa        | Naoki Naitō        |     |
| 8          | Centrocampista | Takamitsu Ōta      |     |
| 5          | Centrocampista | Yasutoshi Miura    |     |
| 7          | Centrocampista | Katsumi Ōenoki     |     |
| 10         | Centrocampista | Masaaki Sawanobori |     |
| 9          | Delantero      | Kenta Hasegawa     |     |
| 11         | Delantero      | Jun Iwashita       | 76' |
| Entrenador | Entrenador     | Emerson Leão       |     |

| 14 | Centrocampista | Hideki Nagai     | 61' |
| 12 | Delantero      | Shinji Fujiyoshi | 66' |

| 12 | Defensa | Hisashi Katō | 76' |

| Anotado | 73' | Bismarck          | 1-1 |
| Anotado | 85' | Tsuyoshi Kitazawa | 2-1 |

| Anotado | 13' | Katsumi Ōenoki | 0-1 |

| Árbitro             | Juan Carlos Crespi  |
| Árbitros asistentes | Fumikazu Shioyazono |
| Árbitros asistentes | Kōetsu Kikuchi      |
| Cuarto árbitro      | Keiichi Sunakawa    |

|                                   |
| Bandera de Prefectura de Kanagawa |
| Campeón Verdy Kawasaki 2.º título |

## Estadísticas

### Goleadores
| Jugador                                   | Club                 | Goles | PJ |
| ----------------------------------------- | -------------------- | ----- | -- |
| Bismarck                                  | Verdy Kawasaki       | 6     | 7  |
| Jun Iwashita                              | Shimizu S-Pulse      | 5     | 4  |
| Akihiro Nagashima                         | Gamba Osaka          | 5     | 6  |
| Careca                                    | Kashiwa Reysol       | 4     | 6  |
| Satoshi Ōkura                             | Kashiwa Reysol       | 4     | 6  |
| Shinji Fujiyoshi                          | Verdy Kawasaki       | 4     | 8  |
| Gary Lineker                              | Nagoya Grampus Eight | 4     | 5  |
| Última actualización: 23 de junio de 2017 |                      |       |    |

### Mejor Jugador
| Jugador  | Club           |
| -------- | -------------- |
| Bismarck | Verdy Kawasaki |